# Typhonia autadelpha
Typhonia autadelpha is een vlinder uit de familie van de zakjesdragers (Psychidae). De wetenschappelijke naam van de soort is voor het eerst geldig gepubliceerd in 1905 door Edward Meyrick.